# 10Y busz (Nagykanizsa)
A nagykanizsai 10Y jelzésű autóbusz a Kalmár utca és Nagyfakos, alsó megállóhelyek között közlekedik. A járatot a Volánbusz üzemelteti.

## Útvonala
| Nagyfakos, alsó felé | Kalmár utca felé |
| --- | --- |
| Kalmár utca – Kalmár utca – Király utca – Fő út – Eötvös tér – Teleki utca – Kaposvári út – Csónakház sétány – – Szentpéteri út – Fakosi út – Sandi utca – Nagyfakos, alsó | Nagyfakos, alsó – Sandi utca – Fakosi út – Szentpéteri út – (Majális utca – Csónakázó-tó, parkoló – Majális utca –) – Csónakház sétány – Kaposvári út – Teleki utca – Eötvös tér – Fő út – Király utca – Kalmár utca – Kalmár utca |

## Megállóhelyei
Az átszállási kapcsolatok között a Bagola felé közlekedő 10-es busz nincs feltüntetve!
| 0  | Kalmár utca                                        | 22 | 24 | 2, 4, 4A, 4Y, 6, 6C, 8, 8Y, 16, 18, 20, 20Y, 21, 21E, 21Y, C3, C5, C7 | Helyközi autóbusz-állomás, Vásárcsarnok, Kanizsa Plaza, Bolyai János Általános Iskola                                                |
| 3  | Dél-Zalai Áruház                                   | 19 | 21 | 4, 6, 6A, 6C, 6Y, 8, 8Y, 18, C3                                       | Városháza, Helyközi autóbusz-állomás, Dél-Zalai Áruház, Rendőrkapitányság, Járásbíróság, Bolyai János Általános Iskola, Erzsébet tér |
| 6  | Deák tér                                           | 16 | 18 | 4, 6, 6A, 6C, 6Y, C3                                                  | Jézus Szíve templom |
| 7  | Eötvös tér                                         | 15 | 17 | 4, 6, 6A, 6C, 6Y, C3                                                  | Okmányiroda, Járási Hivatal, Hevesi Sándor Művelődési Központ, Nemzeti Adó- és Vámhivatal, Kálvin téri református templom            |
| 8  | Kórház, bejárati út (Teleki utca)                  | 14 | 16 | 4, 6, 6A, 6Y, 14, 14C, 14Y, 20, 20Y, 21, 21E, 21Y, C33                | Kanizsai Dorottya Kórház, Vackor Óvoda, Dr. Mező Ferenc Gimnázium és Szakközépiskola                                                 |
| 9  | Víztorony (Teleki utca)                            | 13 | 15 | 6Y, 20, 20Y, 21, 21E, 21Y, C33                                        | Kőrösi Csoma Sándor Általános Iskola, INTERSPAR Áruház, Kanizsa Centrum                                                              |
| 10 | Téglagyári utca                                    | 12 | 14 |                                                                       | INTERSPAR Áruház, Kanizsa Centrum |
| 11 | Sánc, óvoda                                        | 11 | 13 |                                                                       | Sánci Óvóda, Posta, Orvosi rendelő, Szűz Mária Szeplőtelen Szíve-templom                                                             |
| 13 | Sánc, temető                                       | 9  | 11 |                                                                       | Sánci temető |
| 15 | Sánc, Csónakázó-tó, bejárati út                    | 7  | 9  |                                                                       | Csónakázó-tó |
| ∫  | Csónakázó-tó, parkoló                              | ∫  | 8  |                                                                       | Csónakázó-tó |
| 16 | Látóhegy                                           | 6  | 6  |                                                                       | |
| 17 | Szeszfőzde (Korábban: Bagolasánc, Szeszfeldolgozó) | 5  | 5  |                                                                       | |
| 18 | Bagolai elágazó                                    | 4  | 4  |                                                                       | |
| 19 | Nagybagolai hegy                                   | 3  | 3  |                                                                       | |
| 20 | Kisfakos, Sandi utca 19.                           | 2  | 2  |                                                                       | Kisfakosi temető |
| 22 | Nagyfakos, alsó                                    | 0  | 0  |                                                                       | |

1. ↑  Egyes járatok a Csónakázó-tó, parkoló megállóhely érintésével közlekednek.